# Villa Susanne (Dr.-Külz-Straße)
Die Villa Susanne, 1915 Villa Susanna, liegt in der Dr.-Külz-Straße 34 im Stadtteil Niederlößnitz der sächsischen Stadt Radebeul. Sie wurde nach Bauantrag für den Oberlehrer Bruno Krause im Jahr 1898 bis zum Oktober 1899 von dem Niederlößnitzer Architekten Friedrich Immendorf errichtet, von dem vermutlich auch die nebenanliegende Villa Doris (Dr.-Külz-Straße 32) stammt.

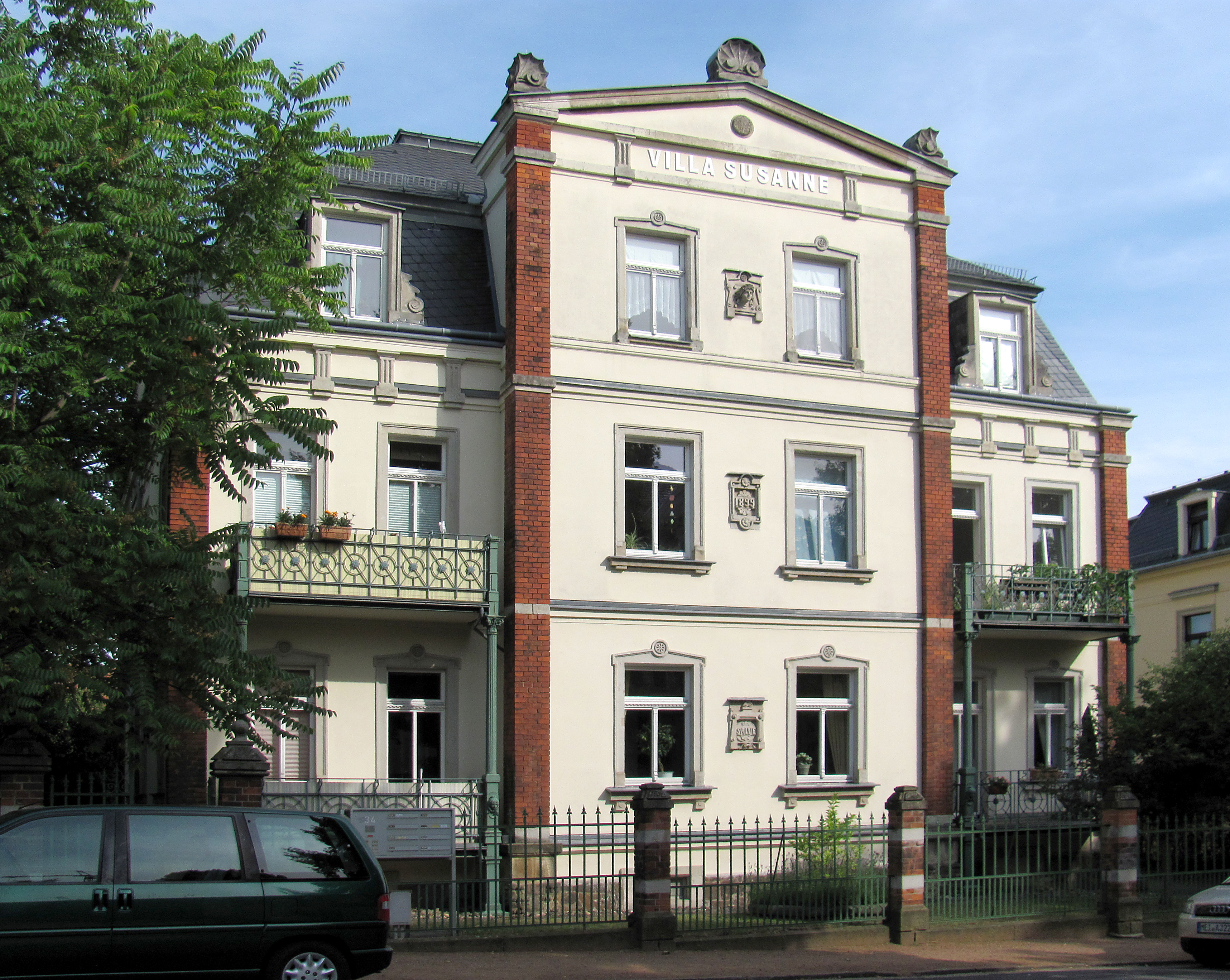
Villa Susanne

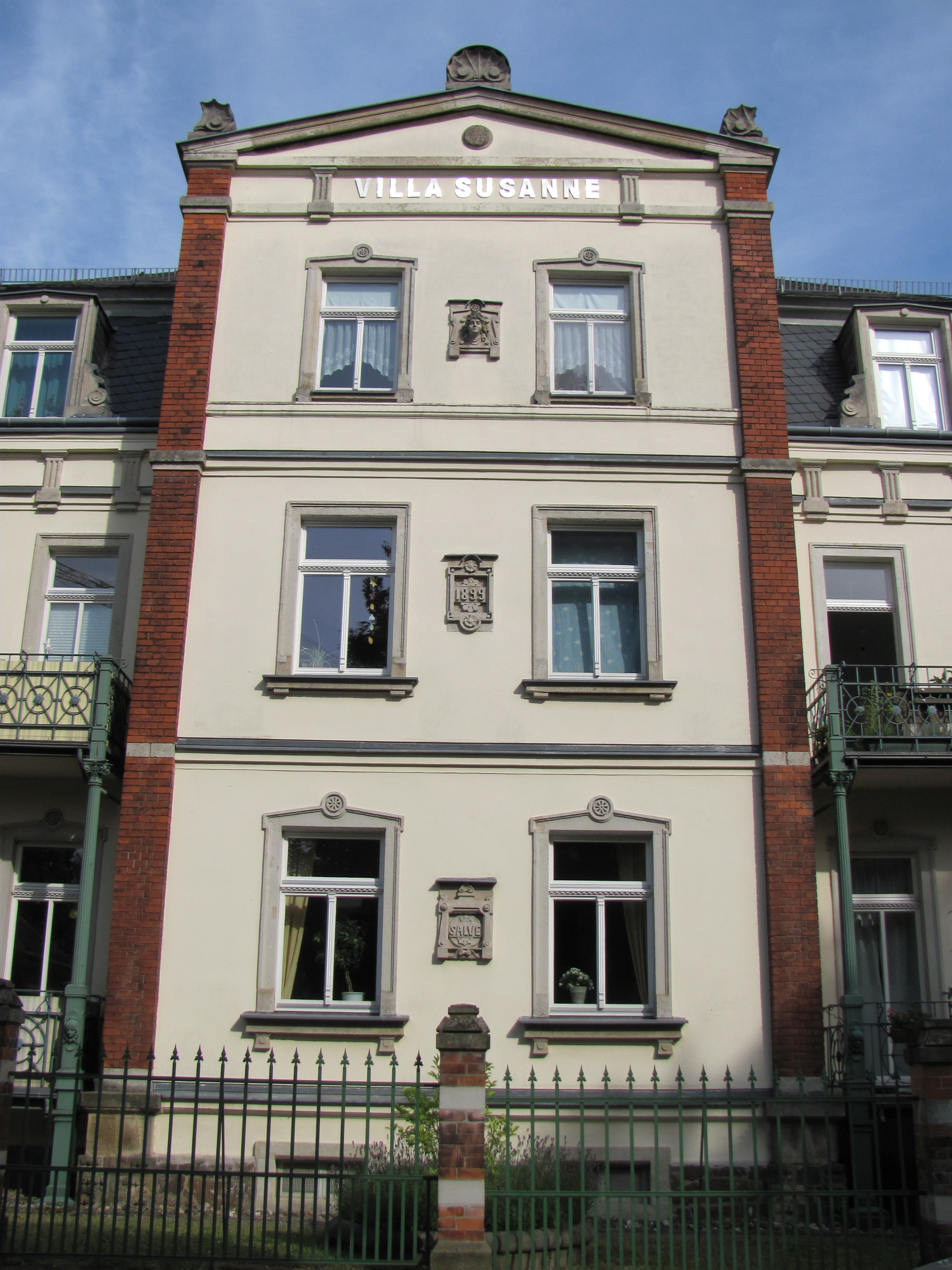
Mittelrisalit der Villa Susanne

## Beschreibung
Die mit ihrer Einfriedung unter Denkmalschutz stehende Mietvilla ist ein zweigeschossiges Wohngebäude mit einem ausgebauten, abgeplatteten Mansarddach, in dem sich durch seitliche Voluten geschmückte Gauben befinden. Das Dach ist mit Schiefer gedeckt.
In der sechsachsigen Straßenansicht steht ein zweiachsiger, dreigeschossiger Mittelrisalit mit einem Dreiecksgiebel obenauf, der mittig durch einen größeren Akroter und seitlich durch zwei etwas kleinere Akrotere geschmückt wird. Unter dem Giebel ist der Hausname angebracht. In den seitlichen Rücklagen neben dem Risalit befinden sich Balkone auf Säulen und mit schmiedeeisernen Gittern.
Die Schaufassade des Putzbaus zur Straße hin wird durch Putz-Gesimse sowie Blendziegel-Lisenen gegliedert. Hinzu kommt noch Bauornamentik, so unter anderem je ein Relieffeld zwischen den Fensterpaaren der drei Risalit-Etagen. Eines der Felder trägt ein Kopfrelief, eines zeigt die Datierung 1899 und eines zeigt die Inschrift SALVE. Die durch Sandsteingewände eingefassten Fenster werden teilweise durch Schlusssteine bekrönt.
Die Einfriedung wird durch einen Lanzettzaun zwischen Ziegelpfeilern gebildet.